# Gans (Wappentier)

Von Dreiberg auffliegende Gans in Gansingen

Die Gans ist als Wappentier in der Heraldik eine gemeine Figur und hebt sich wegen der Attributbedeutung von den vielen anderen Tieren ab.
Sie ist der weißen Hausgans nachempfunden. Die Stilisierung der Naturform ist gering. Als „Martinsgans“ ist sie ein Attribut des Heiligen Martin von Tours. Ihre Darstellung ist im Wappen mit der Blickrichtung nach heraldisch rechts und auf beiden Füssen stehend. Körperfarbe wird in weiß und der Schnabel und die Füße werden vorrangig in rot oder gold dargestellt. Die Flügel sind im Allgemeinen angelegt oder zum Flug bereit. Häufig ist die Darstellung einer auffliegenden oder von einer anderen Wappenfigur (z. B. Mensch) gehaltene Gans. Auf einem See schwimmend kann sie im Wappen sein. Beliebt ist auch die Darstellung im Oberwappen als Helmzier.
Die Gans kann auch bekrönt oder halsbekrönt sein. Viele Wappen zeigen statt eines ganzen Vogels nur die Beine mit gespreizten Schwimmhäuten. Hier ist diese Form symbolhaft. Auch nur Gänseköpfe werden ins Wappen gestellt. Die Anordnung erfolgt häufig im Dreipass. Als redendes Wappen der Gans zu Putlitz, der von Gans, der von Dieskau und der von Geusau.

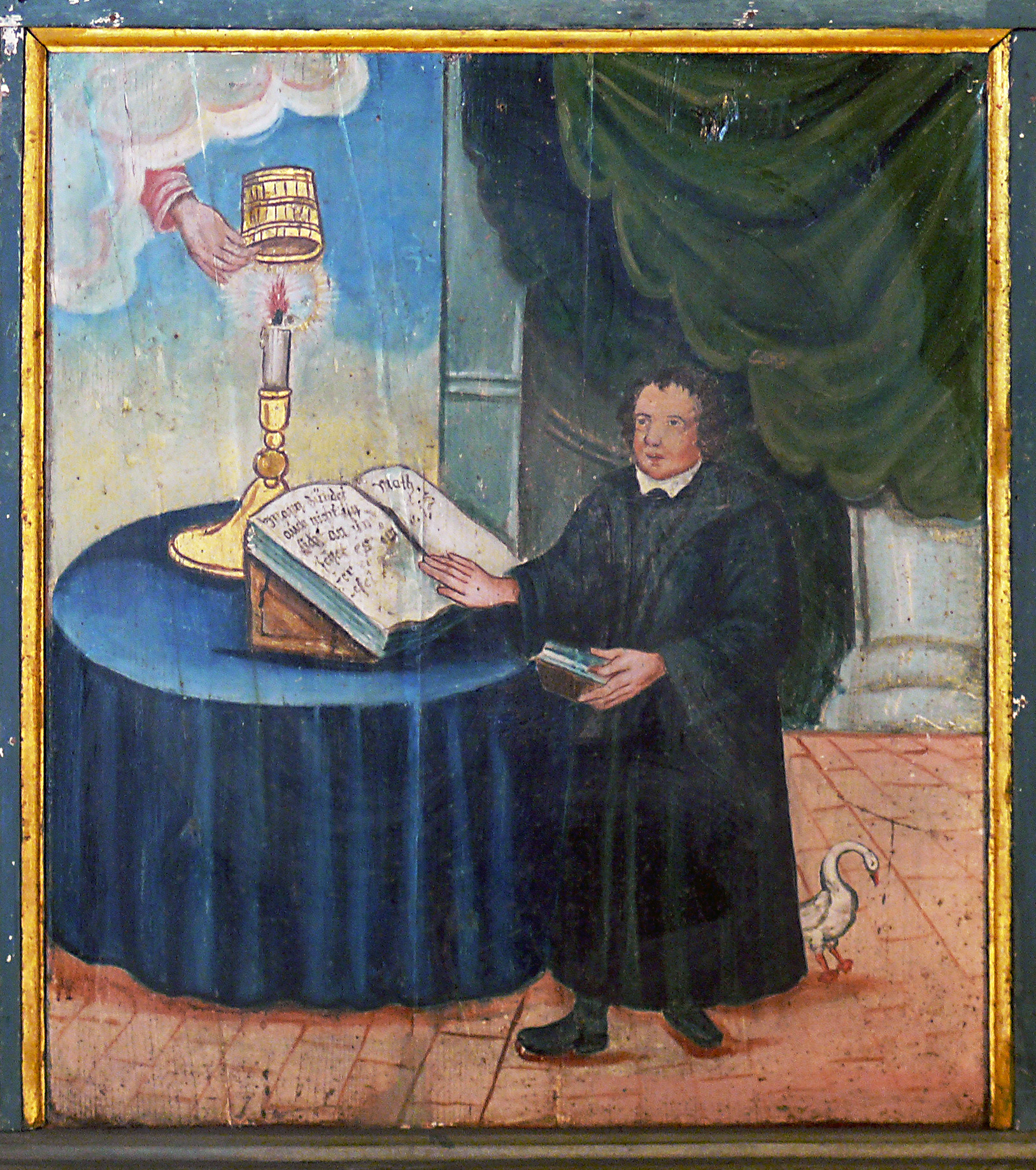
Hans Stiegler (18. Jh.): Luther mit seinem Attribut dem Schwan, womit Bezug auf Jan Hus genommen wird, dessen Symbol auf Grund seines Namens eine Gans war.

Das Familienwappen des Reformators Jan Hus (um 1369–1415) war ebenfalls eine Gans; Hus bedeutet tschechisch Gans. Vor seiner Hinrichtung soll er gesagt haben: „Heute bratet ihr eine Gans, aber aus der Asche wird ein Schwan entstehen“. Dies bezog man auf Martin Luther und machte deshalb den Schwan zu dessen Attribut. Luther selbst nutzte als Siegel die Lutherrose und kein Schwanenwappen.
Das Gänsefußkreuz hat an seinen Kreuzarmenden stilisierte Gänsefüße.

## Beispiele

Gänsefuß im Wappen von Böbingen, Rheinland-Pfalz
Ganter im Wappen von Ganderkesee, Niedersachsen
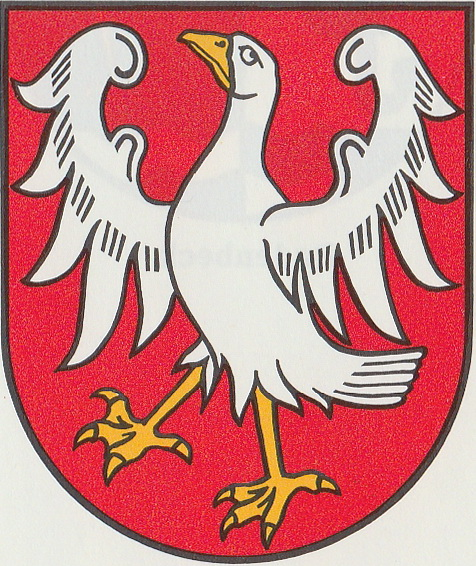
Ganter im redenden Wappen von Gannerwinkel, Niedersachsen
Gans auf Feld: Goosefeld, Schleswig-Holstein
Ganter im Wappen von Hohengandern, Thüringen
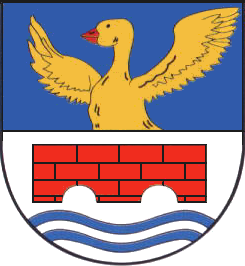
Wachsende Gans: Wappen von Rockstedt, Thüringen
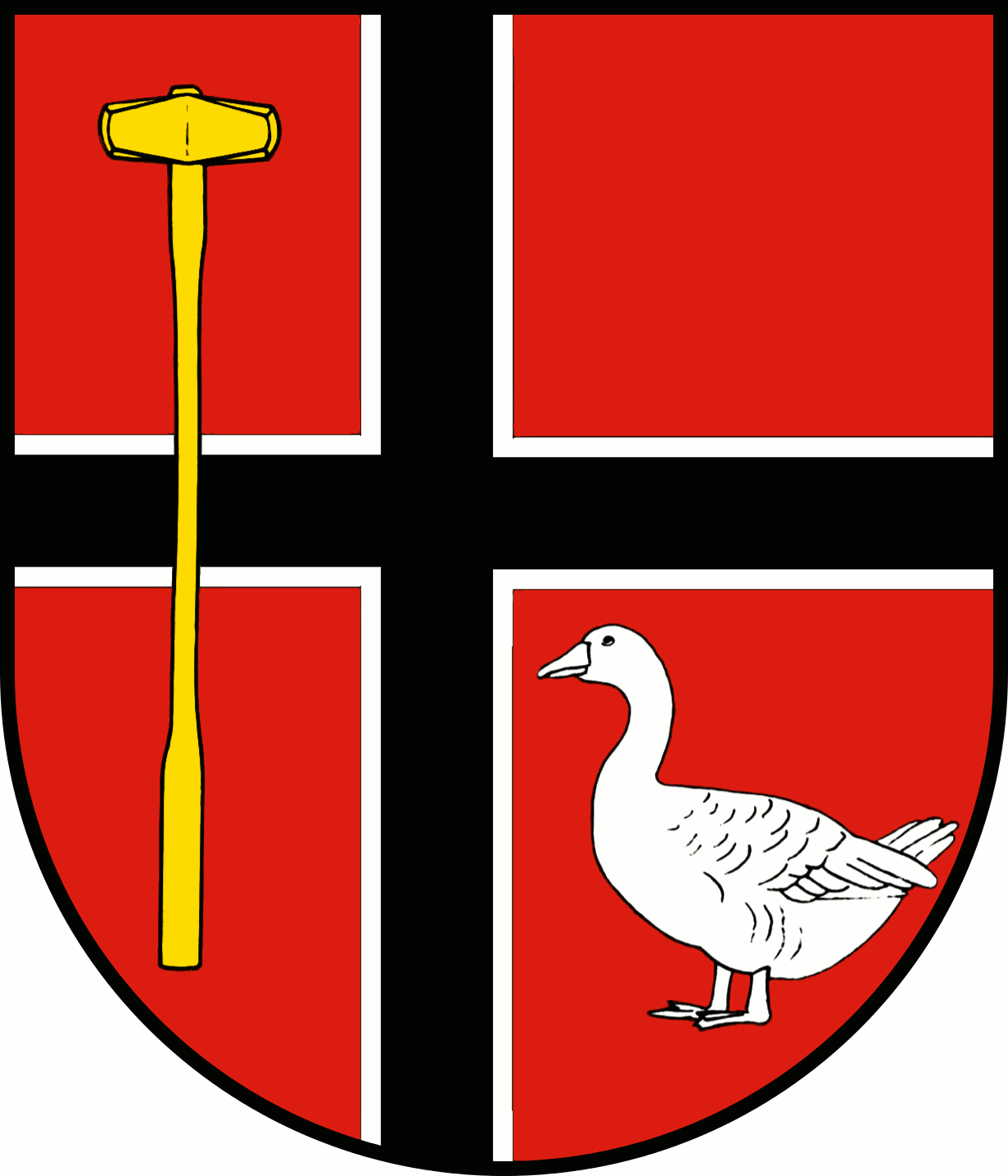
Gans als Attribut des Hl. Martin: Euskirchen-Kirchheim, Nordrhein-Westfalen
Wappen von Monheim am Rhein, Nordrhein-Westfalen
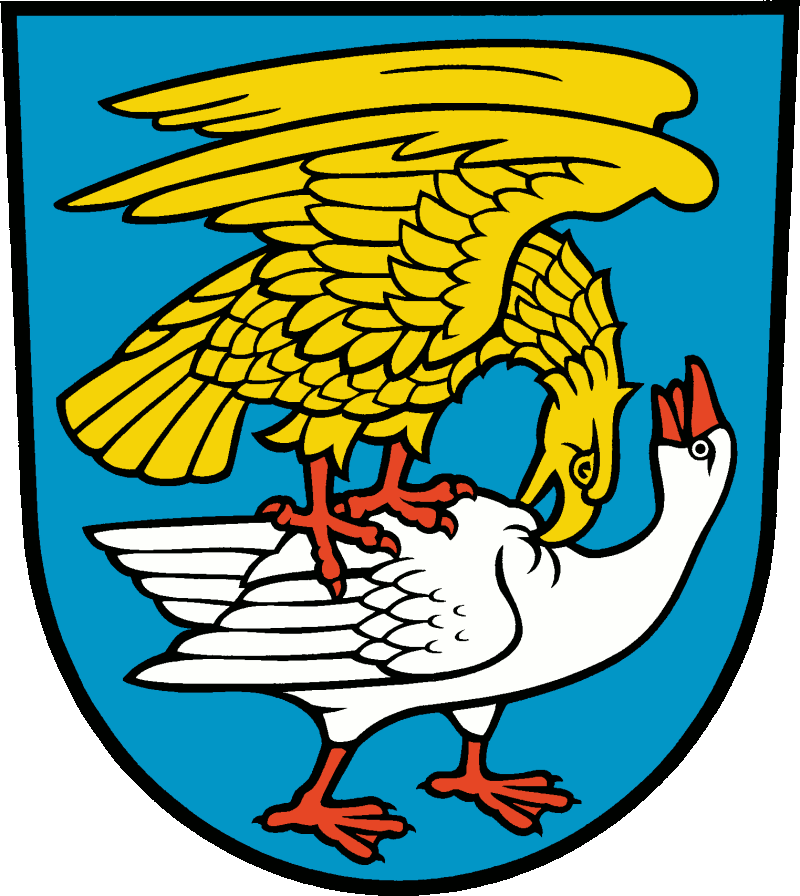
Wappen der Stadt Kremmen, Brandenburg: Adler greift Gans
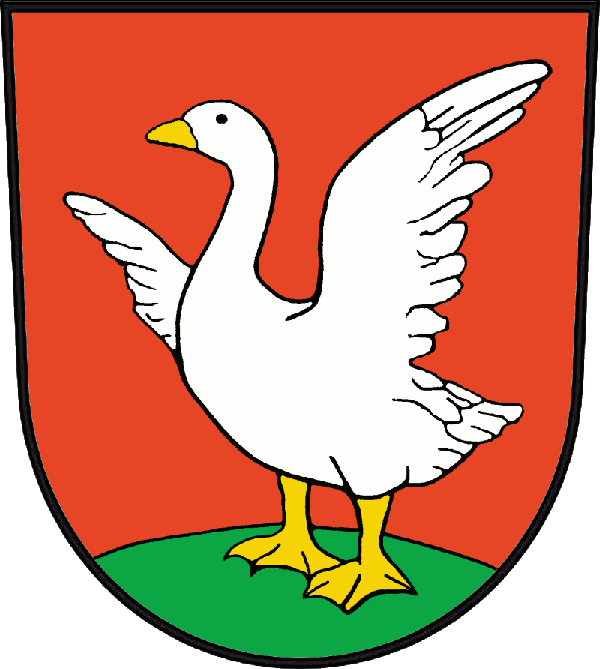
Die Gans im Wappen von Putlitz, Brandenburg (siehe auch Adelsgeschlecht Gans zu Putlitz)
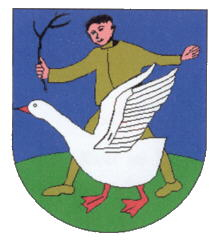
Redendes Wappen auch in Gänserndorf, Niederösterreich
3:2 gestellt: Gänsbrunnen, Kanton Solothurn
Wappen von Wülflingen, Kanton Zürich